# Cadre-47/2-Europameisterschaft 2007

Logo CEB (ausrichtender Verband)

Veranstaltungsort: Herten

Die Cadre-47/2-Europameisterschaft 2007 war das 61. Turnier in dieser Disziplin des Karambolagebillards und fand vom 10. bis zum 15. Oktober 2006 im nordrhein-westfälischen Herten statt. Die EM zählte zur Saison 2006/2007. Es war die erste Cadre-47/2-Europameisterschaft in Deutschland.

## Geschichte
81 Jahre nach dem Start der Cadre 47/2(45/2) Europameisterschaften fand die erste Europameisterschaft in Deutschland statt. Der BC Grüner Tisch Buer 1931, der sein 75-jähriges Jubiläum feierte und in Herten-Bertlich beheimatet ist, richtete diese Meisterschaft aus. Mit dem Glashaus wurde auch eine perfekte Ausrichtungsstätte gefunden. Der erst 19-jährige Franzose Pierre Soumagne gewann das Turnier und ist damit jüngster Europameister in dieser Disziplin des Karambolsports. Im Finale, in das er als Außenseiter gestartet war, gewann er gegen Patrick Niessen mit 300:187 in acht Aufnahmen. Der Spanier  Esteve Mata, der mit Arnim Kahofer Dritter wurde, kam zu seinem Gruppenspiel gegen Niessen 30 Minuten zu spät. Da es sich aber um ein kommunatives Missverständnis handelte, wurde er nicht disqualifiziert, sondern die Partie wurde mit 2:0 Matchpunkten für den Belgier gewertet. Die beiden deutschen Teilnehmer, die vor dem Turnier als Mitfavouriten gehandelt wurden, enttäuschten und wurden nur Sechster und Achter.

## Modus
Gespielt wurden zwei Vorqualifikationen bis 200 Punkte. Die Hauptqualifikation wurde bis 250 Punkte gespielt. In der qualifizierten sich die sieben Gruppensieger für das Hauptturnier. Es wurde zwei Gruppen à vier Spieler gebildet. Die beiden Gruppenbesten qualifizierten sich für die KO-Runde. Hier wurde bis 300 Punkte gespielt. Platz drei wurde nicht ausgespielt.
Die Qualifikationsgruppen wurden nach Rangliste gesetzt. Es gab außer dem Titelverteidiger keine gesetzten Spieler mehr für das Hauptturnier.
1. MP = Matchpunkte
2. GD = Generaldurchschnitt
3. HS = Höchstserie

## Qualifikation
| MP    | Match Points (Sieger = 2; Unentschieden = 1; Verlierer = 0) |
| Pkte. | Erzielte Karambolagen                                       |
| Aufn. | Benötigte Versuche                                          |
| GD    | Generaldurchschnitt                                         |
| BED   | Bester Einzeldurchschnitt eines Spielers                    |
| HS    | Höchstserie                                                 |
|       | Bester GD des Turniers                                      |
|       | Bester ED des Turniers                                      |
|       | Beste HS des Turniers                                       |
|       | 1. Platz (Gold)                                             |
|       | 2. Platz (Silber)                                           |
|       | 3. Platz (Bronze)                                           |

### Vor-Vor-Qualifikation
| Abschlusstabelle Gruppe A | Abschlusstabelle Gruppe A | Abschlusstabelle Gruppe A | Abschlusstabelle Gruppe A | Abschlusstabelle Gruppe A | Abschlusstabelle Gruppe A | Abschlusstabelle Gruppe A | Abschlusstabelle Gruppe A | Abschlusstabelle Gruppe A |
| Platz                     | Name                      | MP                        | Pkte                      | Aufn.                     | GD                        | BED                       | HS                        |                           |
| ------------------------- | ------------------------- | ------------------------- | ------------------------- | ------------------------- | ------------------------- | ------------------------- | ------------------------- | ------------------------- |
| 1                         | Jürgen Laqua              | 4:0                       | 400                       | 40                        | 10,00                     | 18,18                     | 102                       |                           |
| 2                         | Wiel van Gemert           | 1:3                       | 318                       | 27                        | 11,77                     | 12,50                     | 55                        |                           |
| 3                         | Alejandro Gil             | 1:3                       | 316                       | 45                        | 7,02                      | 12,50                     | 44                        |                           |

| Abschlusstabelle Gruppe B | Abschlusstabelle Gruppe B | Abschlusstabelle Gruppe B | Abschlusstabelle Gruppe B | Abschlusstabelle Gruppe B | Abschlusstabelle Gruppe B | Abschlusstabelle Gruppe B | Abschlusstabelle Gruppe B | Abschlusstabelle Gruppe B |
| Platz                     | Name                      | MP                        | Pkte                      | Aufn.                     | GD                        | BED                       | HS                        |                           |
| ------------------------- | ------------------------- | ------------------------- | ------------------------- | ------------------------- | ------------------------- | ------------------------- | ------------------------- | ------------------------- |
| 1                         | Freek Ottenhof            | 4:0                       | 400                       | 15                        | 26,66                     | 50,00                     | 98                        |                           |
| 2                         | Willy Gerimont            | 2:2                       | 327                       | 30                        | 10,90                     | 7,69                      | 54                        |                           |
| 3                         | Dirk Dröge                | 0:4                       | 286                       | 37                        | 7,72                      | –                         | 60                        |                           |

| Abschlusstabelle Gruppe C | Abschlusstabelle Gruppe C | Abschlusstabelle Gruppe C | Abschlusstabelle Gruppe C | Abschlusstabelle Gruppe C | Abschlusstabelle Gruppe C | Abschlusstabelle Gruppe C | Abschlusstabelle Gruppe C | Abschlusstabelle Gruppe C |
| Platz                     | Name                      | MP                        | Pkte                      | Aufn.                     | GD                        | BED                       | HS                        |                           |
| ------------------------- | ------------------------- | ------------------------- | ------------------------- | ------------------------- | ------------------------- | ------------------------- | ------------------------- | ------------------------- |
| 1                         | Steve Dorard              | 4:0                       | 400                       | 20                        | 20,00                     | 25,00                     | 116                       |                           |
| 2                         | Markus Melerski           | 2:2                       | 225                       | 23                        | 9,78                      | 13,33                     | 83                        |                           |
| 3                         | Boudewijn Alink           | 0:4                       | 202                       | 27                        | 7,48                      | –                         | 31                        |                           |

| Abschlusstabelle Gruppe D | Abschlusstabelle Gruppe D | Abschlusstabelle Gruppe D | Abschlusstabelle Gruppe D | Abschlusstabelle Gruppe D | Abschlusstabelle Gruppe D | Abschlusstabelle Gruppe D | Abschlusstabelle Gruppe D | Abschlusstabelle Gruppe D |
| Platz                     | Name                      | MP                        | Pkte                      | Aufn.                     | GD                        | BED                       | HS                        |                           |
| ------------------------- | ------------------------- | ------------------------- | ------------------------- | ------------------------- | ------------------------- | ------------------------- | ------------------------- | ------------------------- |
| 1                         | Alvaro Jimenez            | 4:0                       | 400                       | 37                        | 10,81                     | 22,22                     | 58                        |                           |
| 2                         | Christian Jansen          | 2:2                       | 288                       | 35                        | 8,22                      | 7,69                      | 52                        |                           |
| 3                         | Carsten Krane             | 0:4                       | 263                       | 54                        | 4,87                      | –                         | 32                        |                           |

| Abschlusstabelle Gruppe E | Abschlusstabelle Gruppe E | Abschlusstabelle Gruppe E | Abschlusstabelle Gruppe E | Abschlusstabelle Gruppe E | Abschlusstabelle Gruppe E | Abschlusstabelle Gruppe E | Abschlusstabelle Gruppe E | Abschlusstabelle Gruppe E |
| Platz                     | Name                      | MP                        | Pkte                      | Aufn.                     | GD                        | BED                       | HS                        |                           |
| ------------------------- | ------------------------- | ------------------------- | ------------------------- | ------------------------- | ------------------------- | ------------------------- | ------------------------- | ------------------------- |
| 1                         | Roland Gries              | 4:0                       | 400                       | 48                        | 8,33                      | 8,33                      | 50                        |                           |
| 2                         | Salvador Ortelis          | 2:2                       | 387                       | 45                        | 8,60                      | 9,52                      | 69                        |                           |
| 3                         | Udo Mielke                | 0:4                       | 316                       | 45                        | 7,02                      | –                         | 87                        |                           |

| Abschlusstabelle Gruppe F | Abschlusstabelle Gruppe F | Abschlusstabelle Gruppe F | Abschlusstabelle Gruppe F | Abschlusstabelle Gruppe F | Abschlusstabelle Gruppe F | Abschlusstabelle Gruppe F | Abschlusstabelle Gruppe F | Abschlusstabelle Gruppe F |
| Platz                     | Name                      | MP                        | Pkte                      | Aufn.                     | GD                        | BED                       | HS                        |                           |
| ------------------------- | ------------------------- | ------------------------- | ------------------------- | ------------------------- | ------------------------- | ------------------------- | ------------------------- | ------------------------- |
| 1                         | Thomas Berger             | 4:0                       | 400                       | 39                        | 10,52                     | 11,11                     | 115                       |                           |
| 2                         | Jordi Gassó               | 2:2                       | 363                       | 47                        | 7,72                      | 6,89                      | 66                        |                           |
| 3                         | Martin Müller             | 0:4                       | 151                       | 50                        | 3,02                      | –                         | 20                        |                           |

| Abschlusstabelle Gruppe G | Abschlusstabelle Gruppe G | Abschlusstabelle Gruppe G | Abschlusstabelle Gruppe G | Abschlusstabelle Gruppe G | Abschlusstabelle Gruppe G | Abschlusstabelle Gruppe G | Abschlusstabelle Gruppe G | Abschlusstabelle Gruppe G |
| Platz                     | Name                      | MP                        | Pkte                      | Aufn.                     | GD                        | BED                       | HS                        |                           |
| ------------------------- | ------------------------- | ------------------------- | ------------------------- | ------------------------- | ------------------------- | ------------------------- | ------------------------- | ------------------------- |
| 1                         | Janis Ziogas              | 4:0                       | 400                       | 27                        | 14,81                     | 40,00                     | 96                        |                           |
| 2                         | Michael van Bochem        | 2:2                       | 244                       | 24                        | 10,16                     | 10,52                     | 56                        |                           |
| 3                         | Frank Hiltrop             | 0:4                       | 230                       | 41                        | 6,60                      | –                         | 35                        |                           |

### Vor-Qualifikation
| Abschlusstabelle Gruppe A | Abschlusstabelle Gruppe A | Abschlusstabelle Gruppe A | Abschlusstabelle Gruppe A | Abschlusstabelle Gruppe A | Abschlusstabelle Gruppe A | Abschlusstabelle Gruppe A | Abschlusstabelle Gruppe A | Abschlusstabelle Gruppe A |
| Platz                     | Name                      | MP                        | Pkte                      | Aufn.                     | GD                        | BED                       | HS                        |                           |
| ------------------------- | ------------------------- | ------------------------- | ------------------------- | ------------------------- | ------------------------- | ------------------------- | ------------------------- | ------------------------- |
| 1                         | Rafael Garcia             | 4:0                       | 400                       | 12                        | 33,33                     | 33,33                     | 153                       |                           |
| 2                         | Dennis Timmers            | 2:2                       | 237                       | 11                        | 21,54                     | 40,00                     | 98                        |                           |
| 3                         | Roland Gries              | 0:4                       | 159                       | 11                        | 14,45                     | –                         | 82                        |                           |

| Abschlusstabelle Gruppe B | Abschlusstabelle Gruppe B | Abschlusstabelle Gruppe B | Abschlusstabelle Gruppe B | Abschlusstabelle Gruppe B | Abschlusstabelle Gruppe B | Abschlusstabelle Gruppe B | Abschlusstabelle Gruppe B | Abschlusstabelle Gruppe B |
| Platz                     | Name                      | MP                        | Pkte                      | Aufn.                     | GD                        | BED                       | HS                        |                           |
| ------------------------- | ------------------------- | ------------------------- | ------------------------- | ------------------------- | ------------------------- | ------------------------- | ------------------------- | ------------------------- |
| 1                         | Michel van Silfhout       | 4:0                       | 400                       | 19                        | 21,05                     | 40,00                     | 144                       |                           |
| 2                         | Juan Espinasa             | 2:2                       | 352                       | 27                        | 13,03                     | 15,38                     | 55                        |                           |
| 3                         | Jürgen Laqua              | 0:4                       | 133                       | 18                        | 7,38                      | –                         | 35                        |                           |

| Abschlusstabelle Gruppe C | Abschlusstabelle Gruppe C | Abschlusstabelle Gruppe C | Abschlusstabelle Gruppe C | Abschlusstabelle Gruppe C | Abschlusstabelle Gruppe C | Abschlusstabelle Gruppe C | Abschlusstabelle Gruppe C | Abschlusstabelle Gruppe C |
| Platz                     | Name                      | MP                        | Pkte                      | Aufn.                     | GD                        | BED                       | HS                        |                           |
| ------------------------- | ------------------------- | ------------------------- | ------------------------- | ------------------------- | ------------------------- | ------------------------- | ------------------------- | ------------------------- |
| 1                         | Louis Edelin              | 4:0                       | 400                       | 9                         | 44,44                     | 200,00                    | 200                       |                           |
| 2                         | Peter Volleberg           | 2:2                       | 247                       | 14                        | 17,64                     | 15,38                     | 51                        |                           |
| 3                         | Thomas Berger             | 0:4                       | 245                       | 21                        | 11,66                     | –                         | 58                        |                           |

| Abschlusstabelle Gruppe D | Abschlusstabelle Gruppe D | Abschlusstabelle Gruppe D | Abschlusstabelle Gruppe D | Abschlusstabelle Gruppe D | Abschlusstabelle Gruppe D | Abschlusstabelle Gruppe D | Abschlusstabelle Gruppe D | Abschlusstabelle Gruppe D |
| Platz                     | Name                      | MP                        | Pkte                      | Aufn.                     | GD                        | BED                       | HS                        |                           |
| ------------------------- | ------------------------- | ------------------------- | ------------------------- | ------------------------- | ------------------------- | ------------------------- | ------------------------- | ------------------------- |
| 1                         | Henri Tilleman            | 4:0                       | 400                       | 12                        | 33,33                     | 66,66                     | 189                       |                           |
| 2                         | Steve Dorard              | 2:2                       | 237                       | 10                        | 23,70                     | 28,57                     | 130                       |                           |
| 3                         | Raúl Cuenca               | 0:4                       | 71                        | 16                        | 4,43                      | –                         | 24                        |                           |

| Abschlusstabelle Gruppe E | Abschlusstabelle Gruppe E | Abschlusstabelle Gruppe E | Abschlusstabelle Gruppe E | Abschlusstabelle Gruppe E | Abschlusstabelle Gruppe E | Abschlusstabelle Gruppe E | Abschlusstabelle Gruppe E | Abschlusstabelle Gruppe E |
| Platz                     | Name                      | MP                        | Pkte                      | Aufn.                     | GD                        | BED                       | HS                        |                           |
| ------------------------- | ------------------------- | ------------------------- | ------------------------- | ------------------------- | ------------------------- | ------------------------- | ------------------------- | ------------------------- |
| 1                         | Sven Daske                | 4:0                       | 400                       | 13                        | 30,76                     | 50,00                     | 89                        |                           |
| 2                         | Matthijs Bakker           | 2:2                       | 254                       | 22                        | 11,54                     | 15,38                     | 40                        |                           |
| 3                         | Alvaro Jimenez            | 0:4                       | 278                       | 17                        | 16,35                     | –                         | 113                       |                           |

| Abschlusstabelle Gruppe F | Abschlusstabelle Gruppe F | Abschlusstabelle Gruppe F | Abschlusstabelle Gruppe F | Abschlusstabelle Gruppe F | Abschlusstabelle Gruppe F | Abschlusstabelle Gruppe F | Abschlusstabelle Gruppe F | Abschlusstabelle Gruppe F |
| Platz                     | Name                      | MP                        | Pkte                      | Aufn.                     | GD                        | BED                       | HS                        |                           |
| ------------------------- | ------------------------- | ------------------------- | ------------------------- | ------------------------- | ------------------------- | ------------------------- | ------------------------- | ------------------------- |
| 1                         | Johann Petit              | 2:2                       | 352                       | 22                        | 16,00                     | 28,57                     | 102                       |                           |
| 2                         | Martien van der Spoel     | 2:2                       | 352                       | 22                        | 16,00                     | 13,33                     | 72                        |                           |
| 3                         | Janis Ziogas              | 2:2                       | 356                       | 30                        | 11,86                     | 13,33                     | 70                        |                           |

| Abschlusstabelle Gruppe G | Abschlusstabelle Gruppe G | Abschlusstabelle Gruppe G | Abschlusstabelle Gruppe G | Abschlusstabelle Gruppe G | Abschlusstabelle Gruppe G | Abschlusstabelle Gruppe G | Abschlusstabelle Gruppe G | Abschlusstabelle Gruppe G |
| Platz                     | Name                      | MP                        | Pkte                      | Aufn.                     | GD                        | BED                       | HS                        |                           |
| ------------------------- | ------------------------- | ------------------------- | ------------------------- | ------------------------- | ------------------------- | ------------------------- | ------------------------- | ------------------------- |
| 1                         | Freek Ottenhof            | 4:0                       | 400                       | 10                        | 40,00                     | 100,00                    | 126                       |                           |
| 2                         | David Jacquet             | 2:2                       | 234                       | 15                        | 15,60                     | 15,38                     | 55                        |                           |
| 3                         | Raymund Swertz            | 0:4                       | 295                       | 21                        | 14,04                     | –                         | 85                        |                           |

### Haupt-Qualifikation
| 1 | Esteve Mata    | 4:0 | 500 | 6 | 083,33 | 125,00 | 226 |
| 2 | Johann Petit   | 2:2 | 280 | 7 | 040,00 | 083,33 | 120 |
| 3 | Carsten Lässig | 0:4 | 64  | 5 | 012,80 | –      | 37  |

| 1 | Patrick Niessen | 4:0 | 500 | 11 | 45,45  | 083,33 | 215 |
| 2 | Sven Daske      | 2:2 | 432 | 14 | 030,85 | 041,66 | 236 |
| 3 | Rini Megens     | 0:4 | 93  | 9  | 010,33 | 0–     | 37  |

| 1 | Michel van Silfhout | 4:0 | 500 | 6  | 083,33 | 250,00 | 250 |
| 2 | Ludger Havlik       | 2:2 | 341 | 6  | 056,83 | 050,00 | 107 |
| 3 | Xavier Gretillat    | 0:4 | 187 | 10 | 018,70 | 0–     | 66  |

| 1 | Thomas Nockemann | 4:0 | 500 | 10 | 050,00 | 062,50 | 218 |
| 2 | Brahim Djoubri   | 2:2 | 416 | 14 | 029,71 | 025,00 | 140 |
| 3 | Rafael Garcia    | 0:4 | 334 | 16 | 020,87 | 0–     | 133 |

| 1 | Pierre Soumagne     | 4:0 | 500 | 12 | 041,66 | 125,00 | 250 |
| 2 | Henri Tilleman      | 2:2 | 325 | 4  | 081,25 | 125,00 | 176 |
| 3 | Juan Carlos Pareras | 0:4 | 117 | 12 | 09,75  | –      | 31  |

| 1 | Arnim Kahofer   | 4:0 | 500 | 6 | 083,33 | 125,00 | 206 |
| 2 | Louis Edelin    | 2:2 | 340 | 4 | 085,00 | 125,00 | 242 |
| 3 | Philippe Deraes | 0:4 | 74  | 6 | 012,33 | –      | 44  |

| 1 | Marek Faus     | 4:0 | 500 | 10 | 50,00  | 083,33 | 159 |
| 2 | Laurent Guénet | 2:2 | 364 | 7  | 52,00  | 062,50 | 154 |
| 3 | Freek Ottenhof | 0:4 | 158 | 11 | 014,36 | –      | 49  |

## Hauptturnier

### Gruppenphase
| Abschlusstabelle Gruppe A | Abschlusstabelle Gruppe A | Abschlusstabelle Gruppe A | Abschlusstabelle Gruppe A | Abschlusstabelle Gruppe A | Abschlusstabelle Gruppe A | Abschlusstabelle Gruppe A | Abschlusstabelle Gruppe A |
| Platz                     | Name                      | MP                        | Pkt.                      | Aufn.                     | GD                        | BED                       | HS                        |
| ------------------------- | ------------------------- | ------------------------- | ------------------------- | ------------------------- | ------------------------- | ------------------------- | ------------------------- |
| 1                         | Pierre Soumagne           | 6:0                       | 900                       | 14                        | 64,28                     | 150,00                    | 206                       |
| 2                         | Arnim Kahofer             | 3:3                       | 759                       | 20                        | 37,95                     | 150,00                    | 245                       |
| 3                         | Thomas Nockemann          | 3:3                       | 702                       | 24                        | 29,25                     | 37,50                     | 178                       |
| 4                         | Fabian Blondeel           | 0:6                       | 262                       | 18                        | 14,55                     | –                         | 126                       |

| Abschlusstabelle Gruppe B | Abschlusstabelle Gruppe B | Abschlusstabelle Gruppe B | Abschlusstabelle Gruppe B | Abschlusstabelle Gruppe B | Abschlusstabelle Gruppe B | Abschlusstabelle Gruppe B | Abschlusstabelle Gruppe B |
| Platz                     | Name                      | MP                        | Pkt.                      | Aufn.                     | GD                        | BED                       | HS                        |
| ------------------------- | ------------------------- | ------------------------- | ------------------------- | ------------------------- | ------------------------- | ------------------------- | ------------------------- |
| 1                         | Patrick Niessen           | 6:0                       | 600                       | 7                         | 85,72                     | 100,00                    | 273                       |
| 2                         | Esteve Mata               | 3:3                       | 600                       | 6                         | 100,00                    | 150,00                    | 296                       |
| 3                         | Marek Faus                | 3:3                       | 600                       | 18                        | 33,33                     | 75,00                     | 201                       |
| 4                         | Michel van Silfhout       | 0:6                       | 431                       | 17                        | 25,35                     | –                         | 143                       |

### KO-Phase
|  | Halbfinale      | Halbfinale | Halbfinale | Halbfinale | Halbfinale | Halbfinale |                 |                 | Finale | Finale | Finale | Finale | Finale | Finale |
|  |                 |            |            |            |            |            |                 |                 |        |        |        |        |        |        |
|  |                 | MP         | Pkte.      | Aufn.      | ED         | HS         |                 |                 |        |        |        |        |        |        |
|  |                 | MP         | Pkte.      | Aufn.      | ED         | HS         |                 |                 |        |        |        |        |        |        |
|  | Patrick Niessen | 2          | 300        | 2          | 150,00     | 280        |                 |                 |        |        |        |        |        |        |
|  | Patrick Niessen | 2          | 300        | 2          | 150,00     | 280        |                 | MP              | Pkte.  | Aufn.  | ED     | HS     |        |        |
|  | Arnim Kahofer   | 0          | 49         | 2          | 24,50      | 49         |                 | MP              | Pkte.  | Aufn.  | ED     | HS     |        |        |
|  | Arnim Kahofer   | 0          | 49         | 2          | 24,50      | 49         | Patrick Niessen | 0               | 187    | 8      | 23,37  | 88     |        |        |
|  |                 | MP         | Pkte.      | Aufn.      | ED         | HS         | Patrick Niessen | 0               | 187    | 8      | 23,37  | 88     |        |        |
|  |                 | MP         | Pkte.      | Aufn.      | ED         | HS         |                 | Pierre Soumagne | 2      | 300    | 8      | 37,50  | 120    |        |
|  | Pierre Soumagne | 2          | 300(30)    | 5          | 60,00      | 106        |                 | Pierre Soumagne | 2      | 300    | 8      | 37,50  | 120    |        |
|  | Pierre Soumagne | 2          | 300(30)    | 5          | 60,00      | 106        |                 |                 |        |        |        |        |        |        |
|  | Esteve Mata     | 0          | 300(1)     | 5          | 60,00      | 173        |                 |                 |        |        |        |        |        |        |
|  | Esteve Mata     | 0          | 300(1)     | 5          | 60,00      | 173        |                 |                 |        |        |        |        |        |        |

## Abschlusstabelle
| MP    | Match Points (Sieger = 2; Unentschieden = 1; Verlierer = 0) |
| Pkte. | Erzielte Karambolagen                                       |
| Aufn. | Benötigte Versuche                                          |
| GD    | Generaldurchschnitt                                         |
| BED   | Bester Einzeldurchschnitt eines Spielers                    |
| HS    | Höchstserie                                                 |
|       | Bester GD des Turniers                                      |
|       | Bester ED des Turniers                                      |
|       | Beste HS des Turniers                                       |
|       | 1. Platz (Gold)                                             |
|       | 2. Platz (Silber)                                           |
|       | 3. Platz (Bronze)                                           |

| Phase                                | Platz | Name                | MP   | Pkt. | Aufn. | GD    | BED    | HS  |
| ------------------------------------ | ----- | ------------------- | ---- | ---- | ----- | ----- | ------ | --- |
| Finale                               | 1     | Pierre Soumagne     | 10:0 | 1500 | 28    | 53,57 | 150,00 | 206 |
| Finale                               | 2     | Patrick Niessen     | 8:2  | 1087 | 17    | 63,94 | 150,00 | 280 |
| Halb- finale                         | 3     | Esteve Mata         | 3:5  | 900  | 12    | 75,00 | 300,00 | 296 |
| Halb- finale                         | 3     | Arnim Kahofer       | 3:5  | 808  | 22    | 36,72 | 150,00 | 245 |
| Gruppen- phase                       | 5     | Marek Faus          | 3:3  | 600  | 18    | 33,33 | 75,00  | 201 |
| Gruppen- phase                       | 6     | Thomas Nockemann    | 3:3  | 702  | 24    | 29,25 | 37,50  | 178 |
| Gruppen- phase                       | 7     | Michel van Silfhout | 0:6  | 431  | 17    | 25,35 | –      | 143 |
| Gruppen- phase                       | 8     | Fabian Blondeel     | 0:6  | 262  | 18    | 14,55 | –      | 126 |
| Turnierdurchschnitt: Endrunde: 40,32 |       |                     |      |      |       |       |        |     |